# Вотсон і акула
«Ватсон і акула» (англ. Watson and the Shark) — написана у 1778 році картина олією на полотні англо-американського художника Джона Сінглтона Коплі, яка зображує порятунок Брука Вотсона від нападу акули в Гавані. Первісна з трьох існуючих версій картини Коплі зберігається в Національній галереї мистецтва (Вашингтон, округ Колумбія).

## Сюжет
Сюжет картини заснований на реальних подіях — напад акули на Брука Ватсона, який відбувся в Гавані в 1749 році. Брук Ватсон був 14-річним сиротою, членом екіпажу торгового корабля свого дядька. Купаючись на самоті, він був раптово атакований акулою. При першій атаці акула вирвала шматок плоті з правої ноги Ватсона нижче коліна, а при другій відкусила йому ступню. Екіпаж корабля, який плив неподалік, готуючись висадити капітана на берег, відбив атаку акули і врятував Ватсона. Його нога в результаті була ампутована нижче коліна, але він продовжував жити повноцінним життям і навіть став згодом лордом-мером Лондона. Цей випадок є найбільш раннім повністю задокументованим нападом акули на людину.

## Картина
Коплі і Брук Ватсон стали друзями у 1774 році, коли Коплі приїхав з Америки в Лондон. Ватсон запропонував йому створити картину про події 1749 року, і Коплі створив три її версії в 1778 році. Картина написана в стилі романтизму.
Її перша версія знаходиться в Національній галереї мистецтва у Вашингтоні, друга (повнорозмірна, зроблена Коплі для самого себе) — в Музеї витончених мистецтв у Бостоні, а третя, зменшена і з більш вертикальною композицією, — в Інституті мистецтв в Детройті.